# St. Dionysius Areopagita (Süderau)

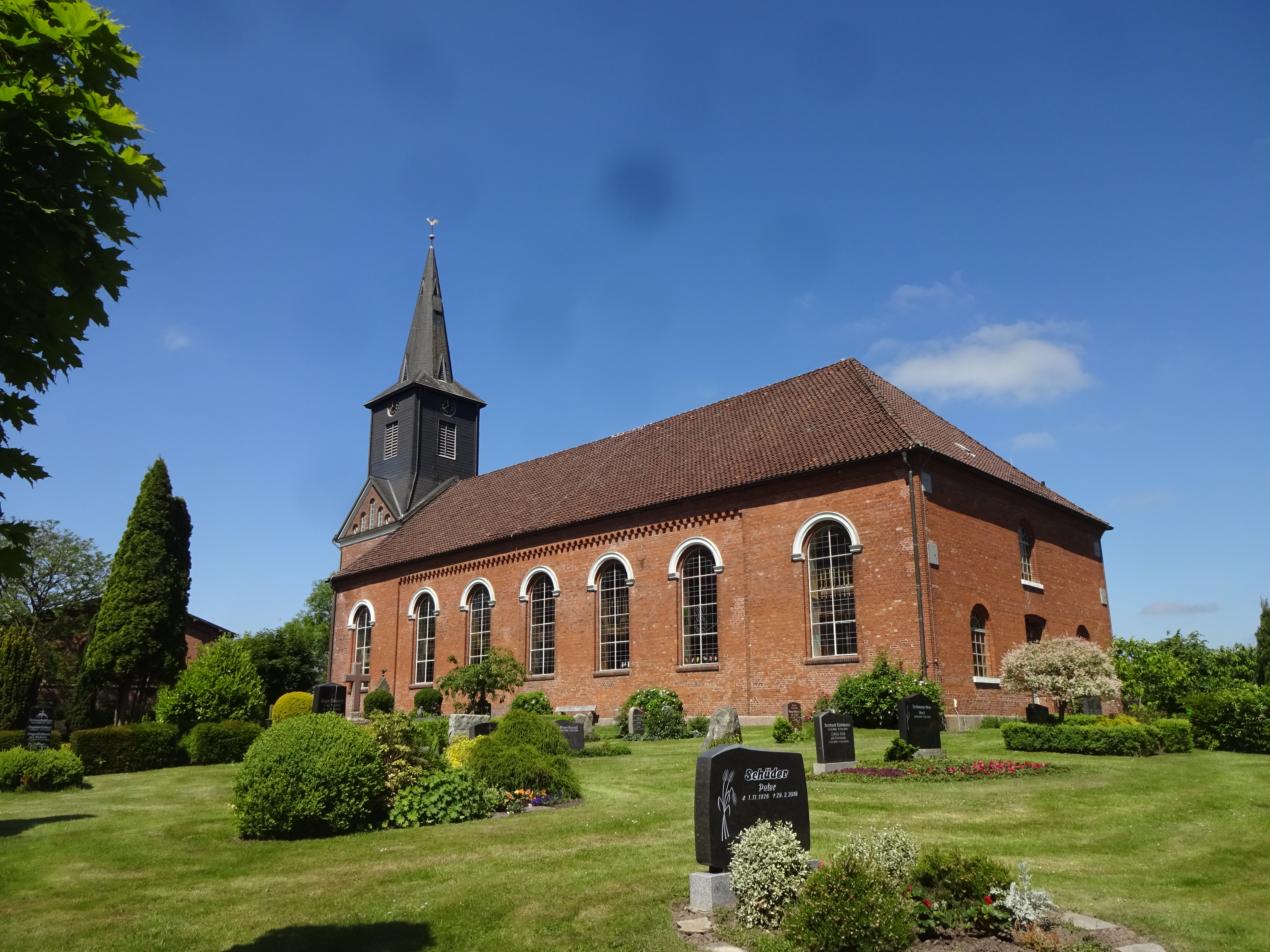
St. Dionysius Areopagita in Süderau

Die Kirche St. Dionysius Areopagita ist eine neugotische Kirche in Süderau, einer Gemeinde im Kreis Steinburg in Schleswig-Holstein. Die Kirchengemeinde Süderau gehört zum Kirchenkreis Rantzau-Münsterdorf der Evangelisch-Lutherischen Kirche in Norddeutschland. Sie ist ein geschütztes Kulturdenkmal mit der Objekt-ID 5129 im Denkmalschutzgesetz.

## Geschichte
Eine Kirche in Süderau wird um 1300 erwähnt. Die Annahme, es habe sich dabei um die bereits um 936 gegründete älteste Kirche der Kremper Marsch und Mutterkirche aller benachbarten Kirchen gehandelt, lässt sich nicht belegen. Die St.-Peter-Kirche in Krempe beansprucht ebenfalls diese Stellung als älteste Kirche der Umgebung.
Ob sich das Dionysius-Patrozinium ursprünglich wirklich auf Dionysius Areopagita und nicht auf den deutlich populäreren Nothelfer Dionysius von Paris bezog, ist ebenfalls nicht zu klären. Die Benennung nach Dionysius Areopagita, dem bereits in der Apostelgeschichte erwähnten Athener Bischof des 1. Jahrhunderts, der in früheren Zeiten mit dem Verfasser einiger Pseudepigraphien des 6. Jahrhunderts gleichgesetzt wurde, ist zuerst durch eine 1724 bemalte Tür des Vorgängerbaus belegt.
Die um 1300 urkundlich erwähnte Kirche brannte 1627 während des Durchzugs kaiserlicher Truppen im Dreißigjährigen Krieg ab und wurde in den 1630er Jahren neu aufgebaut. Für diese wohl zweite Süderauer Kirche wurde eine neuen Kirchenausstattung angeschafft, darunter die Kanzel und ein nicht erhaltene Altaraufsatz, die beide Hein Baxmann zugeschrieben werden.
Die Kirche von 1630 musste 1845 wegen Baufälligkeit abgetragen werden. Der „leider nicht sehr solide gebaut[e]“ Neubau wurde 1847 eingeweiht. Die neue Kirche wurde zunächst mit einem Kanzelaltar ausgestattet. Die kostbare Renaissancekanzel lagerte auf dem Dachboden und wurde 1882 dem Thaulow-Museum in Kiel überlassen. Sie kehrte später in die Kirche zurück.

## Beschreibung
Die Saalkirche wurde 1845–47 aus Backsteinen anstelle eines Vorgängerbaus errichtet. Sie besteht aus einem Langhaus mit sieben Achsen und einem Kirchturm auf quadratischem Grundriss im Westen, der 1883 vollendet wurde. Auf dem mit Giebeln abschließenden Backsteinbau wurde ein schiefergedecktes Geschoss aufgesetzt, das die Turmuhr und den Glockenstuhl beherbergt und mit einem achtseitigen Knickhelm bedeckt ist.
An den Längsseiten des Innenraums des Langhauses sind Emporen eingebaut, die das Tonnengewölbe begrenzen.
Die Kirchenausstattung stammt größtenteils aus dem Vorgängerbau, darunter die Kanzel von 1635, die Hein Baxmann zugeschrieben wird. Das aus Messing getriebene Taufbecken aus einer Hamburger Werkstatt ist inschriftlich auf den 8. April 1637 datiert und wurde von einer ortsansässigen Familie gestiftet. Der hölzerne, eisenbeschlagene Opferstock ist von 1697.